# 科洛登卡 (里夫內區)
50°34′44″N 26°19′54″E / 50.57889°N 26.33167°E

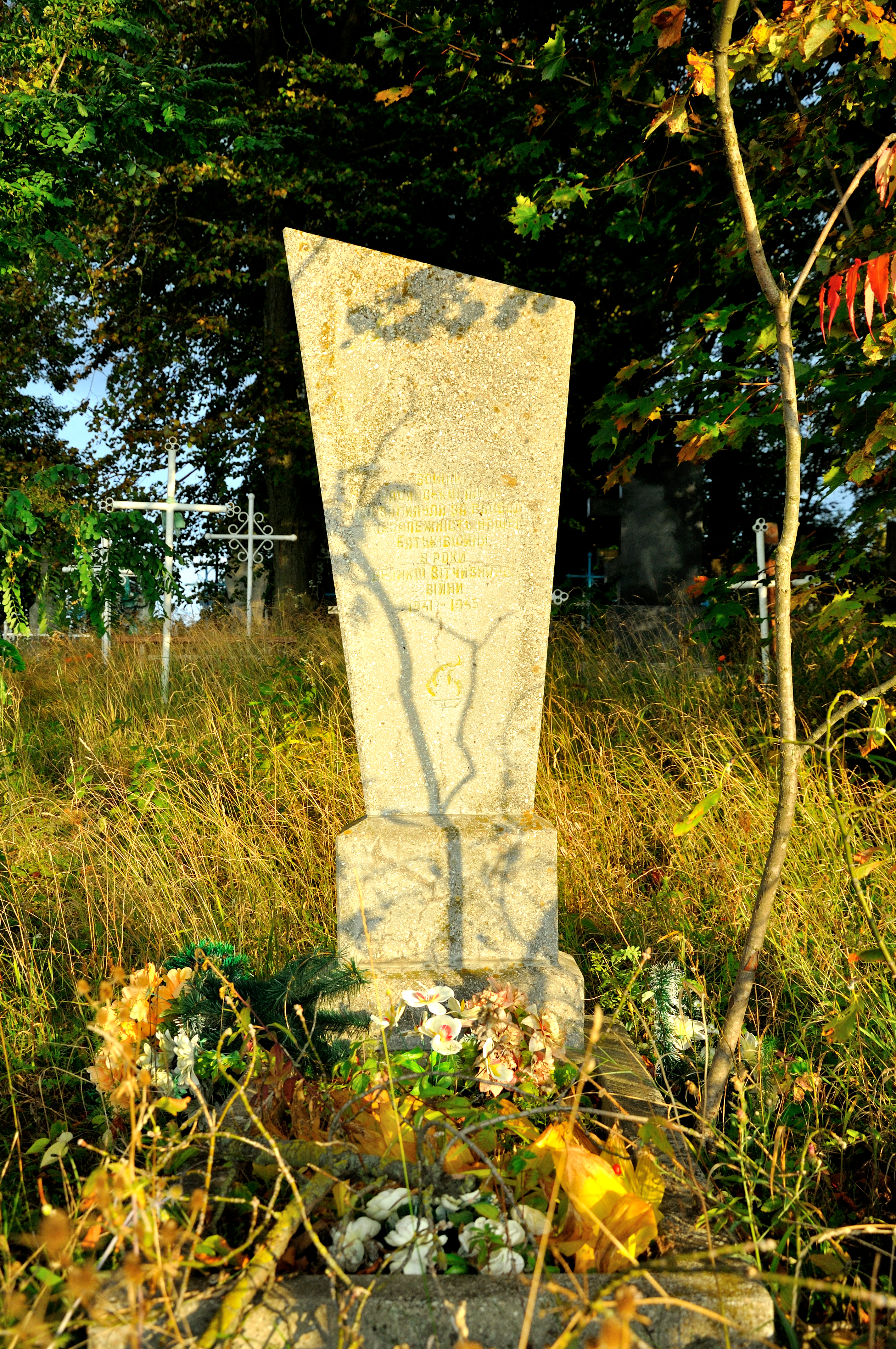
苏联烈士墓

科洛登卡（烏克蘭語：Колоденка），是烏克蘭西北部里夫内州里夫内区科尔宁市镇的村落。始建於1470年，面積1.69平方公里，海拔高度231米，2001年人口3,184，人口密度每平方公里1,884人。